# Резолюция 43 на Съвета за сигурност на ООН
Резолюция 43 на Съвета за сигурност на ООН е приета с единодушие на 1 април 1948 по повод Палестинския въпрос. Резолюцията отбелязва засилването на насилието и безпорядъка в Палестина и подчертава острата нужда от незабавно сключване на примирие в областта. За целта резолюцията призовава Еврейската агенция за Палестина и Висшия арабски комитет да назначат свои представители пред Съвета за сигурност с цел сключване на примирие между еврейската и арабската общност в Палестина и подчертава сериозната отговорност, която ще падне върху всяка от страните, нарушили това примирие. Резолюцията призовава въоръжените еврейски и арабски групи в Палестина незабавно да преустановят всякакви актовете на насилие.